# Équipe d'Écosse masculine de basket-ball
Maillots
Actualités
L'équipe d'Écosse de basket-ball est la sélection de joueurs écossais représentant les couleurs de la Fédération écossaise de basket-ball lors des compétitions internationales.

## Historique
Elle s'est associée à l’équipe de Grande-Bretagne, surnommée Team GB, depuis le 1er décembre 2005, représentant la Grande-Bretagne lors des compétitions internationales de basket-ball. Elle a été créée par les fédérations nationales d’Angleterre, d’Écosse et du Pays de Galles afin de se doter d’une équipe plus compétitive.

## Parcours aux Jeux olympiques
- 1936 : Non qualifiée
- 1948 : Non qualifiée
- 1952 : Non qualifiée
- 1956 : Non qualifiée
- 1960 : Non qualifiée
- 1964 : Non qualifiée
- 1968 : Non qualifiée
- 1972 : Non qualifiée
- 1976 : Non qualifiée
- 1980 : Non qualifiée
- 1984 : Non qualifiée
- 1988 : Non qualifiée
- 1992 : Non qualifiée
- 1996 : Non qualifiée
- 2000 : Non qualifiée
- 2004 : Non qualifiée
- 2008 : Non qualifiée

## Parcours aux Championnats du Monde
- 1950 : Non qualifiée
- 1954 : Non qualifiée
- 1959 : Non qualifiée
- 1963 : Non qualifiée
- 1967 : Non qualifiée
- 1970 : Non qualifiée
- 1974 : Non qualifiée
- 1978 : Non qualifiée
- 1982 : Non qualifiée
- 1986 : Non qualifiée
- 1990 : Non qualifiée
- 1994 : Non qualifiée
- 1998 : Non qualifiée
- 2002 : Non qualifiée

## Parcours aux Championnats d'Europe
Voici le parcours  en Championnat d'Europe :
- 1935 : Non qualifiée
- 1937 : Non qualifiée
- 1939 : Non qualifiée
- 1946 : Non qualifiée
- 1947 : Non qualifiée
- 1949 : Non qualifiée
- 1951 : 16e
- 1953 : Non qualifiée
- 1955 : Non qualifiée
- 1957 : 15e
- 1959 : Non qualifiée
- 1961 : Non qualifiée
- 1963 : Non qualifiée
- 1965 : Non qualifiée
- 1967 : Non qualifiée
- 1969 : Non qualifiée
- 1971 : Non qualifiée
- 1973 : Non qualifiée
- 1975 : Non qualifiée
- 1977 : Non qualifiée
- 1979 : Non qualifiée
- 1981 : Non qualifiée
- 1983 : Non qualifiée
- 1985 : Non qualifiée
- 1987 : Non qualifiée
- 1989 : Non qualifiée
- 1991 : Non qualifiée
- 1993 : Non qualifiée
- 1995 : Non qualifiée
- 1997 : Non qualifiée
- 1999 : Non qualifiée
- 2001 : Non qualifiée
- 2003 : Non qualifiée
- 2005 : Non qualifiée

## Joueurs célèbres
- Iain MacLean
- Robert Archibald
- Kieron Achara